# Marion Cotillard
Marion Cotillard (IPA: [ma.ʁjɔ̃ kɔ.ti.jaʁ]; Parigi, 30 settembre 1975) è un'attrice, modella e cantante francese, vincitrice dell'Oscar alla miglior attrice nel 2008.
La partecipazione a Taxxi nel 1998, nonché ai seguiti Taxxi 2 (2000) e Taxxi 3 (2003), le ha garantito notorietà nel paese d'origine, al quale è rimasta artisticamente legata nella prima fase della carriera. Ha raggiunto fama a livello internazionale per le collaborazioni con registi come Tim Burton, Ridley Scott, Christopher Nolan, Woody Allen. Nel 2007, il suo ritratto della cantante Édith Piaf in La Vie en rose le ha valso, tra gli altri riconoscimenti, l'Oscar alla miglior attrice (il primo per un'interpretazione in lingua francese), il BAFTA alla migliore attrice protagonista, il Premio César per la migliore attrice e il Golden Globe per la migliore attrice in un film commedia o musicale. Nel 2015 ha ricevuto una seconda candidatura agli Oscar come miglior attrice per la sua interpretazione in Due giorni, una notte di Jean-Pierre e Luc Dardenne.
È il volto di Lady Dior borse dal 2008 ed è apparsa in più di 200 copertine di riviste in tutto il mondo. Tra loro ci sono Vogue, Elle, Marie Claire, Variety, Harper's Bazaar, Vanity Fair, Madame Figaro, Glamour, Grazia, Paris Match, W, The Hollywood Reporter e Wall Street Journal Magazine. È stata anche sulla copertina del primo numero di Dior Magazine nel settembre 2012.
Tra le attrici francesi di maggior successo, il 15 marzo 2010 è diventata Chevalier (Cavaliere) dell'Ordre des arts et des lettres.

## Biografia

### Famiglia e gioventù
Marion Cotillard è nata a Parigi ed è cresciuta tra Alfortville e la campagna del Loiret (nei pressi di Orléans, a circa 130 km dalla capitale), all'interno di un ambiente «vivace e creativo». Il padre Jean-Claude è un ex-mimo, attore, regista teatrale; la madre Monique Niseema Theillaud è anch'essa attrice e insegnante di recitazione. Della famiglia fanno parte anche i due fratelli gemelli minori di Marion, Guillaume, sceneggiatore e regista, e Quentin, scultore (6 novembre 1977).
Attratta dal lavoro dei genitori, Marion cominciò a recitare durante l'infanzia nelle commedie del padre e negli spettacoli degli amici di famiglia.
Dopo aver frequentato il liceo Voltaire, a 16 anni fu la più giovane ammessa al Conservatorio d'arte drammatica di Orléans, dove i genitori insegnavano, e lì studiò per i tre anni successivi, finché non conseguì una borsa di studio nel 1994; la sua insegnante di recitazione Nicole Mérouze la ricorda come «estremamente talentuosa, molto graziosa e ambiziosa».
Il 5 e 6 maggio 2005 sarebbe ritornata nella città natale su invito di Jean-Marc Cochereau per cantare e recitare nella rappresentazione teatrale Jeanne d'Arc au Bûcher di Arthur Honegger.

### Vita privata
Durante la seconda metà degli anni novanta fu legata sentimentalmente all'attore Julien Rassam, il suo suicidio nel 2002 si verificò in concomitanza con le riprese di Taxxi 3, circostanza che spinse Cotillard ad allontanarsi dal set per trovare tranquillità in India.
Dal 1997 Cotillard conosceva Guillaume Canet, ma solo nel 2003 in Amami se hai coraggio ebbe modo di lavorare con lui. Nel 2007 Canet e Cotillard cominciarono la loro relazione. La coppia ha due figli: Marcel (2011) e Louise (10 marzo 2017); la prima gravidanza, peraltro, impedì a Cotillard di assistere all'anteprima di Midnight in Paris al Festival di Cannes 2011. La famiglia, nonostante l'interesse mondano dei media, vive a Parigi e conduce una vita piuttosto semplice e riservata. Da un sondaggio pubblicato nell'agosto 2012 e condotto da Harris Interactive per la rivista Gala, è risultato che la coppia Canet-Cotillard è al terzo posto tra le più popolari in Francia.
Tra i personaggi cinematografici statunitensi preferiti da Cotillard figurano Gene Kelly, Charlie Chaplin e i Fratelli Marx.

## Carriera

### Musica
Oltre alla musica classica, ascolta principalmente Janis Joplin, Otis Redding e i Radiohead. Nel 2008 collaborò con il cantautore canadese Hawksley Workman per una campagna pubblicitaria a scopo benefico di Cartier, incidendo il brano inedito The Strong Ones, dopo aver già partecipato alla scrittura di alcune canzoni dell'album Between the Beautifuls e, nel 2004, al videoclip di No Reason to Cry Out Your Eyes (On the Highway Tonight).
Prestò la voce al gruppo dei Franz Ferdinand per il brano The Eyes of Mars, eseguito nel cortometraggio/spot pubblicitario di Dior Lady Rouge. Occasionalmente ha cantato e suonato basso, tastiera e batteria nelle esibizioni dal vivo di Yodelice, cantautore francese amico dell'attrice da anni; è accaduto il 22 marzo 2011 al teatro Olympia di Parigi, quando si presentò sul palco sotto lo pseudonimo Simone (nome di battesimo della nonna, che sognava la carriera di cantante) con un cappello a mascherare il volto Nel 2015 partecipa al videoclip per la campagna pubblicitaria di Lady Dior Enter the Game, cantandone anche la canzone e dirigendo il video clip insieme con Elliot Bliss.

### Modella
Dal 2008 Cotillard è impegnata come testimonial per Christian Dior SA, con la quale ha posato per fotografi come Annie Leibovitz, Steven Klein, Peter Lindbergh e Mert and Marcus. Oltre a indossare i capi della casa di moda nelle più importanti manifestazioni cinematografiche, la promozione del marchio l'ha portata a recitare da protagonista in cinque diversi cortometraggi prodotti tra il 2009 e il 2011; The Lady Noir Affair (regia di Olivier Dahan), Lady Rouge (regia di Jonas Åkerlund), Lady Blue Shanghai (regia di David Lynch), Lady Grey London e L.A.dy Dior (entrambi per la regia di John Cameron Mitchell).
Si stima che il guadagno medio dell'attrice per ciascuno spot sia stato di circa 1 500 000 dollari.

### Attrice

#### Primi ruoli

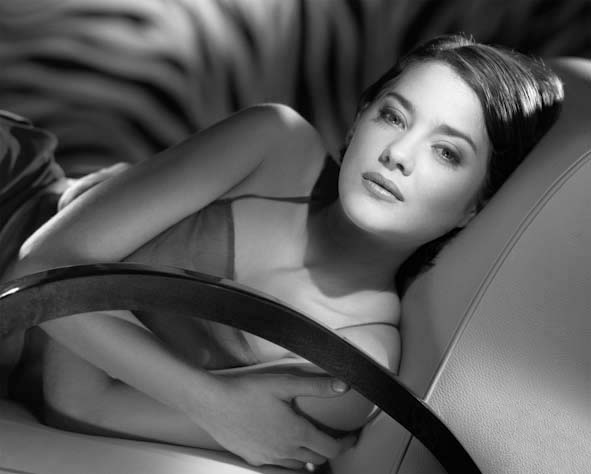
Marion Cotillard fotografata da Studio Harcourt Paris nel 1999

Dopo aver ricoperto piccoli ruoli in teatro, Cotillard si fece notare in parti secondarie anche in televisione, come nel 21º episodio della prima stagione di Highlander; l'esordio cinematografico vero e proprio si ebbe con L'histoire du garçon qui voulait qu'on l'embrasse di Philippe Harel.
Nel 1996 fu scelta da Coline Serreau per la commedia a sfondo sociale Il pianeta verde, ma la svolta della sua carriera arrivò due anni più tardi con Taxxi, quando, presentatasi sfiduciata al casting e intenzionata a cambiare vita, attirò l'attenzione del produttore Luc Besson, che le affidò la parte di Lilly Bertineau, affascinante fidanzata del protagonista Daniel Morales. Per tale prova recitativa ricevette la prima candidatura di rilievo nella sezione migliore promessa femminile ai Premi César 1999.
Ciononostante, l'interesse per Cotillard rimase circoscritto alla sola Francia, in cui continuò ad alternare lavori televisivi a produzioni cinematografiche, sempre più frequenti. Tra queste spiccano Furia, ispirato a un racconto di Julio Cortázar e diretto da Alexandre Aja, e Lisa, che la vide impegnata accanto ai celebri attori francesi Benoît Magimel e Jeanne Moreau.
Nel 2001 arrivò per lei la seconda candidatura al Premio César, sempre nella categoria migliore promessa femminile, per il drammatico Les jolies choses, tratto da un'opera di Virginie Despentes. Nella pellicola sopracitata, Cotillard interpretò due sorelle gemelle dai caratteri opposti: l'una, Lucie, è una spregiudicata modella alla ricerca di successo a Parigi; l'altra, Marie, ha una personalità tranquilla e riservata.
L'attrice partecipò anche ai due seguiti di Taxxi, Taxxi 2 e Taxxi 3, la cui regia passò nelle mani di Gérard Krawczyk. Comunicò successivamente a Besson che non avrebbe più fatto parte dello stesso cast per un lavoro futuro (nel 2007 sarebbe uscito Taxxi 4).

#### L'affermazione
Nel 2003 recitò accanto a Guillaume Canet in Amami se hai coraggio, film sentimentale a tratti surreale.
Cotillard è Sophie Kowalsky, figlia di immigranti polacchi che da bambina stringe un rapporto di complicità folle con Julien (Canet); legame che si protrarrà sino alla maturità, e che condurrà i due, innamoratisi, a mollare le rispettive vite per stare assieme al proprio compagno di giochi d'infanzia. Roger Ebert ritenne che la pellicola avesse tratto molto da Il favoloso mondo di Amélie e non la apprezzò appieno per la sceneggiatura, ma notò «la dolcezza e il fascino di Cotillard nei panni di Sophie», oltreché l'affiatamento tra i due protagonisti.
Sempre del 2003 è la partecipazione di Cotillard a Big Fish - Le storie di una vita incredibile, produzione statunitense diretta da Tim Burton. Il suo ruolo è questa volta secondario, nei panni di Joséphine, moglie francese di William Bloom (Billy Crudup). Durante l'esperienza con Burton l'attrice faticava a comprendere i colleghi, e così decise di studiare la lingua inglese a New York, in un corso intensivo per lavorare sulla pronuncia e sui muscoli facciali necessari a essa.
Alla terza nomination nella manifestazione, nel 2005 vinse il Premio César per la migliore attrice non protagonista per l'interpretazione della vendicativa prostituta Tina Lombardi in Una lunga domenica di passioni di Jean-Pierre Jeunet. Il riconoscimento, unito a nuove partecipazioni di rilievo come quella nel dramma religioso Mary di Abel Ferrara, la lanciò definitivamente sulla scena cinematografica mondiale, «con ruoli molto diversi tra loro ma sempre strettamente connessi alla dicotomia interiorità/immagine». Fu dunque scritturata per Un'ottima annata - A Good Year (2006) assieme al Premio Oscar Russell Crowe; Cotillard è una proprietaria di una caffetteria provenzale che contribuirà a cambiare la vita al protagonista Max Skinner.

#### L'Oscar e la consacrazione
In un'intervista concessa a Xavier de Moulins e mandata in onda il 16 febbraio 2007 da Paris Première all'interno del programma Paris Dernière, Marion Cotillard sembrò avallare la teoria del complotto lunare, quelle sull'attentato al World Trade Center dell'11 settembre 2001 e mise in discussione le circostanze della morte di Coluche.
Sugli attentati dell'11 settembre disse: «Tutti i filmati sui complotti relativi all'11 settembre si possono trovare su internet: è emozionante, coinvolgente [...] C'è una torre, credo fosse in Spagna, che si è incendiata per 24 ore. E non è mai crollata! E in quel caso [al World Trade Center], in pochi minuti, è crollata l'intera struttura».
Tali dichiarazioni suscitarono particolare scalpore dopo la vittoria del Premio Oscar, quando il sito ufficiale della rivista Marianne pubblicò nuovamente il video dell'intervista e il pastore Robert Westman, membro di un'associazione delle vittime dell'attentato al World Trade Center, chiese nel marzo 2008 il ritiro della statuetta, giudicando i sospetti espressi altamente infamanti nei confronti degli Stati Uniti.
L'avvocato di Cotillard affermò che non era nelle intenzioni dell'attrice mettere in discussione l'atto terroristico, mentre in seguito fu lei stessa a chiarire la sua posizione e a definire «non serie» e «leggere» quelle parole, che si riferivano a un fatto «estremamente doloroso per tante persone».

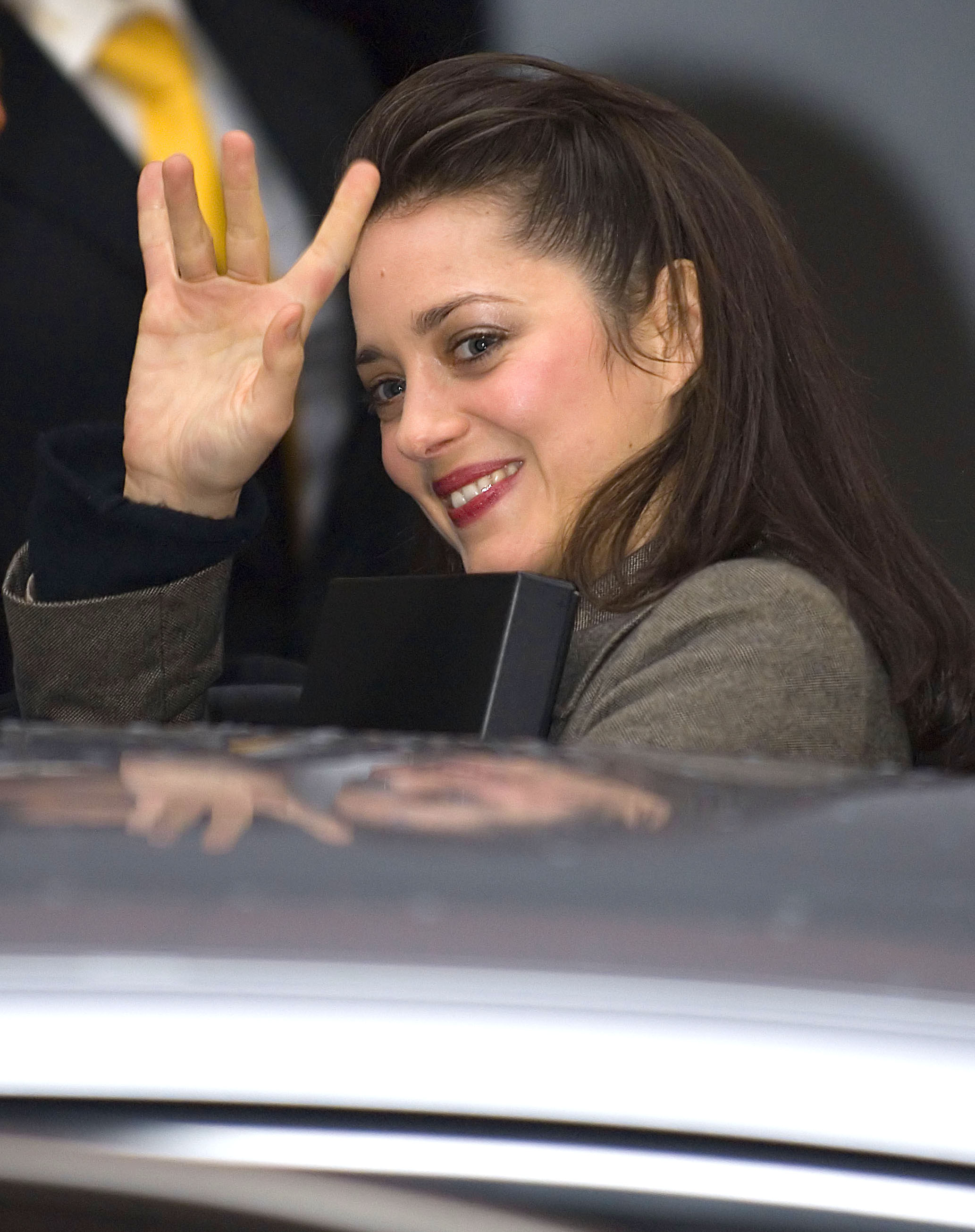
Marion Cotillard al Festival internazionale del cinema di Berlino per la conferenza stampa di La Vie en rose (2007)

Nel 2006 Olivier Dahan la scelse per impersonare la cantante francese Édith Piaf, nel biopic La Vie en rose. I finanziatori del progetto di conseguenza tagliarono i fondi, poiché avrebbero preferito di gran lunga Audrey Tautou, più famosa a livello internazionale (nello stesso anno recitò ne Il codice da Vinci) e «meglio vendibile», ma Dahan era deciso a portare avanti il lavoro solo con Cotillard, anche perché egli trovò un'incredibile somiglianza tra gli occhi di una sedicenne Piaf osservata in un libro a lei dedicato e l'attrice francese.
Cotillard, prima del film, non era una grande fan della cantante («conoscevo solo qualche canzone, ma niente riguardo alla sua vita»); la iniziò ad ascoltare a 19 anni, quando si appassionò al genere con Yvette Guilbert e Mistinguett. Le canzoni che la colpirono furono soprattutto Les amants d'un jour, Hymne à l'amour e La Foule, mentre apprezzò Padam Padam solo dopo la realizzazione del film.
La parte fu impegnativa e richiese una lunga preparazione. Innanzitutto, v'era la difficoltà di entrare nei panni di Piaf dai 19 anni ai 47 anni: da una giovane, minuta, scapestrata ragazza di strada, alla diva degli anni della seconda guerra mondiale, fino al 1963, anno della morte, quando la dipendenza dalla morfina e dall'alcol la ridusse come una sessantenne. Le riprese durarono circa 4 mesi e mezzo, durante i quali Cotillard venne sottoposta a faticose sessioni di trucco di diverse ore giornaliere. «Mi hanno rasato i capelli per alzare la fronte, ogni giorno sei ore di trucco per somigliare a Édith», confessò l'attrice.
Era inoltre necessario rendere sullo schermo la travagliata esistenza, segnata da tragedie familiari e amorose, le stravaganze e le debolezze della cantante, «donna egoista, tirannica, ma anche estremamente generosa, un'icona della musica [...] sempre in bilico tra felicità e autodistruzione». A detta di Cotillard, l'ostacolo più difficile da superare fu «la voce, imparare a muovere le labbra nel playback»; per rendere le esibizioni canore maggiormente realistiche l'attrice dovette essere assai precisa nel calcolo della lunghezza dei silenzi e nella gestualità. Cercò invece di adottare una parlata leggermente grossolana, ruvida e a tratti volgare.
L'interpretazione di Cotillard raccolse vasti consensi, a partire da Trevor Nunn, che definì la prova dell'attrice «una delle migliori di sempre». Ricevette il Golden Globe come migliore attrice in un film commedia o musicale, il BAFTA, il Premio César e il Premio Oscar come miglior attrice protagonista. Quest'ultimo risultato fece di lei la terza francese 73 anni dopo Claudette Colbert e 48 dopo Simone Signoret a conseguire la statuetta nella categoria citata, la quarta in assoluto se si considera Juliette Binoche; la seconda dopo l'italiana Sophia Loren (La ciociara, 1960) ad aggiudicarsi il riconoscimento per un'opera non in lingua inglese; la prima donna e la seconda persona dopo Adrien Brody (Il pianista, 2002) a vincere il César e l'Oscar per la stessa interpretazione.
Il 25 febbraio 2008 Cotillard e il film furono elogiati dal Presidente della Repubblica Francese Nicolas Sarkozy in una nota ufficiale.

#### Le collaborazioni hollywoodiane
Dopo La Vie en rose, l'attrice cominciò a partecipare con maggiore costanza a pellicole statunitensi, sempre in ruoli importanti ma non di primo piano, sempre con la giusta intensità nella recitazione.
Nemico pubblico - Public Enemies di Michael Mann è un violento film di gangster che ripercorre l'ascesa e la cattura del criminale John Dillinger (Johnny Depp), attivo durante il periodo della grande depressione. Billie Frechette, portata sullo schermo da Cotillard, è la compagna del protagonista, figlia di padre francese e madre nativa americana. Marion Cotillard affermò di essere attratta da questo genere di racconti, in cui v'è nei personaggi un lato oscuro e un'idea di completa libertà che, tuttavia, non verrà mai raggiunta. Anche le scene drammatiche si sarebbero prestate alle sue qualità artistiche, come quella nella quale Billie è pestata con forza durante l'interrogatorio dell'FBI. L'attrice si documentò sulla vita della donna, in particolare dal momento del suo trasferimento, diciottenne, a Chicago, dove lavorò principalmente come accompagnatrice nelle sale da ballo; Cotillard si stabilì per qualche tempo a Chicago e a Los Angeles per parlare con le ragazze dei night club e dei bar. Anche per tale ruolo dovette adattare la propria parlata, eliminando ogni cadenza prettamente francese e riproducendo, grazie all'aiuto di esperti, il dialetto franco-canadese del Wisconsin. Per il regista la sua prova fu una rivelazione; la definì «un'artista brillante», che anche nei più insignificanti gesti o espressioni rappresenta la realtà.
Nello stesso anno rientrò nel cast del discusso musical Nine, trovandosi a lavorare nel ruolo di Luisa Contini con Judi Dench, Nicole Kidman, Sophia Loren, Penélope Cruz, Daniel Day-Lewis, in una pellicola che si ispira liberamente a 8½ di Federico Fellini. Rob Marshall la volle incontrare dopo averla vista in La Vie en rose, nel luglio 2007. Cercò di entrare al meglio nel personaggio visionando prima l'omologa parte di Anouk Aimée nell'opera del regista italiano, poi alcune interviste di Giulietta Masina e il documentario Viaggio all'inferno girato dalla moglie di Francis Ford Coppola, Eleanor, sulla lavorazione di Apocalypse Now, per comprendere le difficoltà dello «stare accanto a un uomo continuamente immerso nella propria sfera creativa». Cotillard si cimentò nuovamente nel manifestare, attraverso il canto e la danza, il dolore e la rabbia di una donna tradita ma sensibile e intelligente. Il Times collocò la sua performance al 5º posto tra le migliori di tutto il 2009. A livello internazionale, il massimo riconoscimento da lei ottenuto fu la candidatura al Premio Golden Globe nell'edizione 2010.

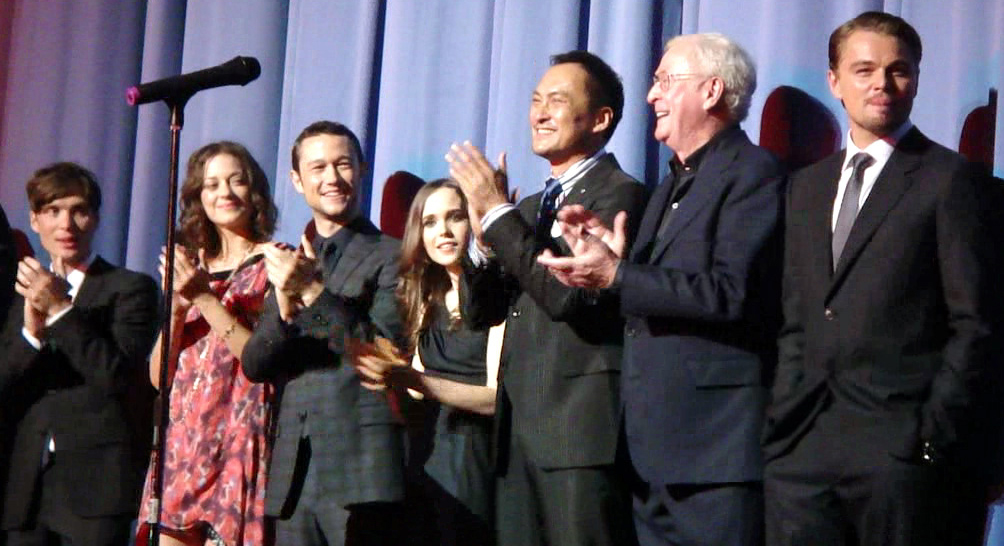
Marion Cotillard (la seconda da sinistra) con il cast di Inception alla prima del film nel 2010

Nel complesso film d'azione e di fantascienza Inception (2010) di Christopher Nolan Cotillard fece proprio un ruolo inusuale e molto particolare; si tratta infatti di Mal, il cattivo del film, l'«ombra» (The Shade nel poster descrittivo) che perseguita il marito Dom Cobb nei sogni. È un personaggio freddo, una sorta di femme fatale che tenta di trascinare con lei, suicida, il marito. Per la presenza di svariati elementi, è estremamente ambiguo, tanto che «ognuno gli può dare un'interpretazione diversa», affermò Cotillard. Già nel nome si riconosce la sua indole: in francese mal significa cattivo; in latino male ha pressappoco la stessa accezione; in inglese il prefisso mal connota in negativo il sostantivo che precede. L'attrice stessa dichiarò di aver avuto difficoltà nel comprendere la sceneggiatura: «Non ne avevo mai letto una simile prima. È così complessa emotivamente che ho dovuto leggerla una seconda volta, ma rimasi affascinata dai diversi livelli della storia e volli far parte di essa». La aiutò l'intesa professionale raggiunta con l'attore protagonista, Leonardo DiCaprio, con il quale discusse a lungo sulle rispettive parti. Secondo David Thomson del Guardian, l'interpretazione di Mal fu più interessante rispetto a quella di Édith Piaf nel film biografico.
L'altro impegno del 2010 è una produzione francese, Piccole bugie tra amici diretto da Guillaume Canet. Cotillard tornò così a un ruolo attuale, reale e senza difficoltà linguistiche, impersonando l'etnologa ultratrentenne bisessuale Marie, in preda al sentimento tipico di tale età per cui si fatica ad accettare determinate verità e si cerca di fuggire da se stessi. Venne apprezzata soprattutto in patria, dove alcuni critici definirono «eccezionale» la sua recitazione; negli Stati Uniti sottolineò la prova Mark Olsen del Los Angeles Times.
Woody Allen per Midnight in Paris (2011) aveva in mente un'attrice che rappresentasse immediatamente la Francia, con una funzione analoga a quella di Penélope Cruz e Javier Bardem in Vicky Cristina Barcelona. Scartata l'ipotesi di Carla Bruni, artisticamente poco valida e troppo impegnata per via del ruolo di première dame, Allen considerò Cotillard; quando la chiamò era nel suo appartamento di Le Marais, e si emozionò al pensiero d'essere diretta proprio nella città natale da un regista tanto «straordinario e divertente».
(Marion Cotillard in un'intervista a L'Express, maggio 2011)
Il regista, d'altro canto, rimase affascinato dal carisma e dalla varietà di espressioni dell'attrice francese, alla quale chiese di entrare nei panni di Adriana, la capricciosa e malinconica musa ispiratrice di Pablo Picasso, Amedeo Modigliani e Georges Braque probabilmente suggerita dalla figura di Alice Prin. Adriana, che vive negli anni venti e studia da Coco Chanel, sogna la Belle Époque e il Maxim's, così come il protagonista Gil (Owen Wilson) viaggia nel tempo alla ricerca del periodo coevo alla donna. Particolare attenzione necessitò la scelta dei costumi del personaggio, rinvenuti nelle boutique d'antiquariato di Parigi, Londra, Buenos Aires e Madrid.
Un incontro informale con Steven Soderbergh la introdusse in Contagion (2011), che riflette alcune delle tematiche di cui l'attrice si occupa da tempo, ovverosia il problema ambientale; il film, infatti, mostra l'origine, gli effetti e l'estinzione di un'epidemia globale che si diffonde ad altissima velocità. Nella fattispecie, Cotillard interpretò un medico dell'OMS, la dottoressa Leonora Orantes, alla ricerca del paziente zero. Un ruolo professionale e razionale in un primo momento, più emotivamente coinvolto quando lei stessa entra in contatto con i protagonisti della vicenda. Le furono propedeutici al lavoro degli incontri con esperti dell'Organizzazione mondiale della sanità, che la misero al corrente del pericolo di tali virus.

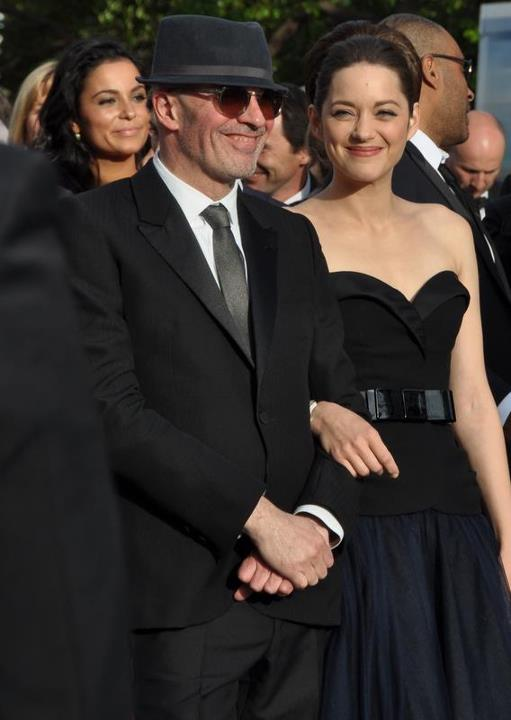
Marion Cotillard con Jacques Audiard al Festival di Cannes 2012

A cinque anni da La Vie en rose, l'attrice si riappropriò di un ruolo da protagonista, interpretando nella pellicola dal taglio melodrammatico Un sapore di ruggine e ossa, per la regia di Jacques Audiard, un'istruttrice di orche del Marineland alle prese con i riflessi fisici e psicologici dell'incidente sul lavoro in cui ha perso entrambe le gambe, e venne molto apprezzata dalla critica al Festival di Cannes 2012. Fu la tecnologia digitale a permettere in post-produzione di mutilare gli arti inferiori di Cotillard, la quale dovette indossare durante le riprese collant verdi e muoversi, lei normodotata, simulando la disabilità. Cotillard ha ricevuto riconoscimenti internazionali per la sua performance come Stéphanie in Un sapore di ruggine e ossa: è stata premiata con il Globe de Cristal, Étoile d'Or, Premio Sant Jordi, Irish Film and Television Award, premio di miglior attrice al Hawaii International Film Festival e ha ricevuto nominations per Critics Choice Award, Screen Actors Guild Award, Golden Globe, BAFTA, AACTA Award, Lumiere e Premio César per la migliore attrice.
Cotillard seppe dell'interesse di Christopher Nolan verso di lei per il seguito de Il cavaliere oscuro, Il cavaliere oscuro - Il ritorno, dall'agente Hylda Queally della Creative Artist Agency alla fine del 2010. Per averla nel cast, il regista spostò il periodo previsto per le riprese a giugno per via della gravidanza dell'attrice, che già aveva declinato una proposta di David Cronenberg per la stessa ragione e che avrebbe dovuto ridurre al minimo l'impegno sopracitato con Jacques Audiard.
Il film la vede nei panni di Miranda Tate, donna dell'alta società di Gotham City, attratta da Bruce Wayne e fortemente interessata a divulgare tramite la Wayne Enterprises, di cui diviene membro del consiglio, l'importanza delle energie rinnovabili; la vera identità di Miranda Tate si scoprirà di essere quella della villain Talia al Ghul, figlia del defunto Ra's al Ghul decisa a vendicarlo. Secondo Nolan, Miranda «offre un grande senso di speranza a Bruce», ed è così che è percepita da Alfred e Lucius.
Nel 2013, l'attrice si riappropriò di un ruolo da protagonista in C'era una volta a New York di James Gray, dove interpreta il ruolo di un’immigrata polacca nell’America degli anni venti in cerca di una vita migliore, al fianco di Joaquin Phoenix e Jeremy Renner. L'attrice per questo ruolo dovette imparare 20 pagine di dialoghi in polacco. Su di lei il regista dichiarò che fu la miglior attrice con cui abbia mai lavorato. Ricevette recensioni positive per la sua interpretazione alla 66ª edizione del Festival di Cannes, dove la pellicola fu presentata in concorso, e uscì nelle sale americane nel maggio 2014, circa un anno dopo la presentazione a Cannes.
Nello stesso anno fu diretta per la seconda volta dal marito, Guillaume Canet, nel thriller Blood Ties - La legge del sangue. È il remake del film del 2008 Les liens du sang, dove lo stesso Guillaume Canet era protagonista.

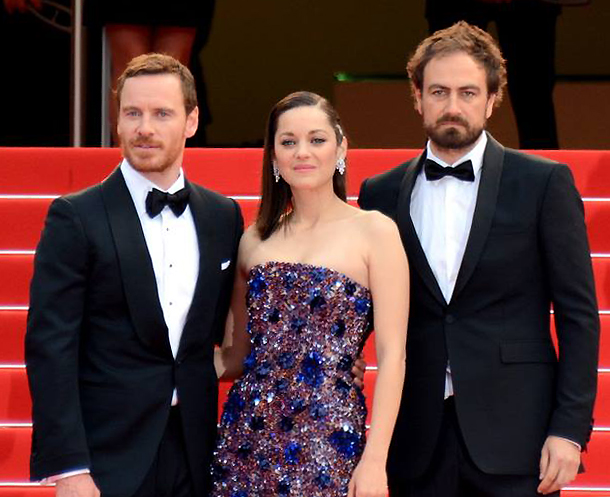
Michael Fassbender, Marion Cotillard e Justin Kurzel al Festival di Cannes 2015

Prese parte, insieme a Gary Oldman, al video musicale di The Next Day, singolo di David Bowie. Tra novembre e dicembre del 2013 fu una dei membri della giuria del 13º Festival del cinema di Marrakech presieduta da Martin Scorsese.
Nel 2014 fu la protagonista del film Due giorni, una notte, dei registi belgi Jean-Pierre e Luc Dardenne. Per questo film, vinse il premio come migliore attrice agli European Film Awards 2014, ricevendo la seconda candidatura come migliore attrice protagonista ai premi Oscar 2015. Nel 2015 venne presentato a Cannes Macbeth, adattamento cinematografico diretto da Justin Kurzel dell'omonima tragedia di William Shakespeare, in cui veste i panni della crudele e manipolatrice Lady Macbeth, accanto a Michael Fassbender (che invece è il re). Alla fine del 2016 recitò, assieme a Brad Pitt, nel thriller romantico Allied - Un'ombra nascosta, diretto da Robert Zemeckis.
Nel 2017 presentò fuori concorso al Festival di Cannes la pellicola I fantasmi d'Ismael di Arnaud Desplechin, dove è protagonista accanto a Charlotte Gainsbourg. L'anno successivo presentò alla 71ª edizione del Festival di Cannes, nella sezione Un Certain Regard, il film Gueule d'ange diretto da Vanessa Filho e dove interpretò il ruolo una madre fragile e sballata che decide di abbandonare la figlia di 8 anni per un uomo che conosce da poco tempo. Nel 2019 viene diretta per la terza volta dal marito nella pellicola Grandi bugie tra amici, sequel del film Piccole bugie tra amici, anch'esso diretto da Guillaume Canet.

## Attivismo
Oltre alla sua attività cinematografica, Marion Cotillard è attiva anche nella filantropia e nell'attivismo ambientalista. L'interesse per l'ambiente nacque in lei quando si trasferì con la famiglia da Alfortville alla periferia parigina, dove la maggior parte dei cittadini «non si pone alcuna questione sul modo di consumare». Si occupa per conto di Greenpeace del problema ambientale, in particolare del riciclaggio dei rifiuti e della presenza di sostanze chimiche dannose nei prodotti più comuni, come in creme, shampoo, cosmetici e spray, ma anche nell'acqua potabile.
Ha espresso in questo senso la sua ammirazione nei confronti di chi, come Stella McCartney e Natalie Portman, si impegna nella lavorazione di capi d'abbigliamento ecologici, anche se priorità di Cotillard è quella di acquistare terreni utilizzati per la coltivazione di OGM e destinarli al lavoro degli agricoltori interessati alla produzione di ortaggi in via d'estinzione.
Parimenti, l'attrice sostiene la salvaguardia della biodiversità marina e delle acque oceaniche, cooperando con la Fondazione Maud Fontenoy; tali temi furono affrontati nell'ottobre 2010 in alcuni collège parigini da lei stessa con l'appoggio del Ministro francese dell'ecologia Jean-Louis Borloo e dell'ideatrice dell'associazione.
Già nel 2005 partecipò alla realizzazione di una raccolta di disegni intitolata Dessins pour le climat, i cui proventi furono destinati alla causa ambientale.
Fu una delle personalità scelte da Kofi Annan per sensibilizzare, attraverso un rifacimento del singolo Beds Are Burning dei Midnight Oil, la XV conferenza delle Nazioni Unite sul clima tenutasi dal 7 al 18 dicembre 2009.
L'anno seguente, assieme ad altri attivisti di Greenpeace, girò nella Repubblica Democratica del Congo, a Oshwe, dei brevi documentari sul diboscamento illegale delle foreste da parte dei gruppi industriali europei.
È madrina della Maud Fontenoy Foundation, organizzazione non governativa che si dedica a insegnare ai bambini come preservare gli oceani, e ambasciatrice dell'Association Wayanga, organizzazione francese che sostiene i diritti dei popoli indigeni per la conservazione delle loro culture e della foresta amazzonica in cui vivono. Supporta la The Heart Fund, ente di beneficenza che si occupa nell'innovazione tecnologica per combattere le malattie cardiovascolari nei bambini. Nel 2009 ha disegnato una bambola per l'UNICEF venduta per aiutare a vaccinare migliaia di bambini nel Darfur.
Ha partecipato a campagne per la protezione dell'ambiente, in particolare con Greenpeace, per il quale è stata membro ed è portavoce dal 2001. Nel 2010 ha viaggiato in Congo con tale associazione per visitare le foreste pluviali tropicali minacciate dalle compagnie forestali. Nel novembre del 2013 ha manifestato chiudendosi simbolicamente in gabbia, nel centro di Parigi, per sostenere 30 attivisti internazionali di Greenpeace, bloccati nelle carceri russe dal 19 settembre per aver assalito la piattaforma di Gazprom nel Mar Glaciale Artico. Nel maggio 2014 spiega in un cortometraggio d'animazione come il disboscamento illegale stia distruggendo la foresta amazzonica brasiliana. Il 26 febbraio 2015 è andata nelle Filippine insieme al presidente della Francia François Hollande e all'attrice Mélanie Laurent, per partecipare a un forum e sollecitare la comunità internazionale sulle questioni del cambiamento climatico.
All'inizio del 2020, sempre in collaborazione con Greenpeace, prende parte insieme ad altre celebrità ad una missione in Antartide a bordo della rompighiaccio Arctic Sunrise, per studiare l’impatto dei cambiamenti climatici, della pesca industriale e dell’inquinamento da plastica.

## Filmografia

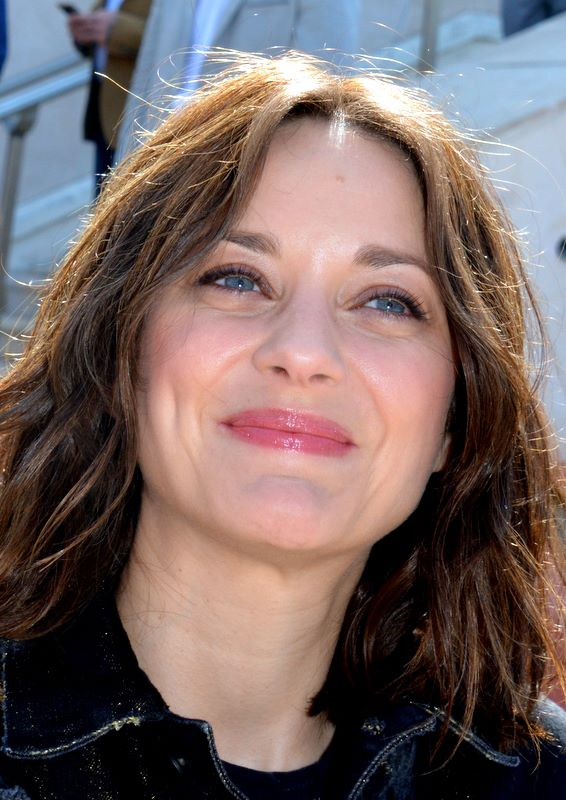
L'attrice nel 2016

### Attrice

#### Cinema
- L'histoire du garçon qui voulait qu'on l'embrasse, regia di Philippe Harel (1994)
- Comment je me suis disputé... (ma vie sexuelle), regia di Arnaud Desplechin (1996)
- Il pianeta verde (La Belle Verte), regia di Coline Serreau (1996)
- Taxxi (Taxi), regia di Gérard Pirès (1998)
- La guerre dans le Haut Pays, regia di Francis Reusser (1999)
- Furia, regia di Alexandre Aja (1999)
- Du bleu jusqu'en Amérique, regia di Sarah Lévy (1999)
- Taxxi 2 (Taxi 2), regia di Gérard Krawczyk (2000)
- Lisa, regia di Pierre Grimblat (2001)
- Les jolies choses, regia di Gilles Paquet-Brenner (2001)
- Une affaire privée - Una questione privata (Une affaire privée), regia di Guillaume Nicloux (2002)
- Taxxi 3 (Taxi 3), regia di Gérard Krawczyk (2003)
- Amami se hai coraggio (Jeux d'enfants), regia di Yann Samuell (2003)
- Big Fish - Le storie di una vita incredibile (Big Fish), regia di Tim Burton (2003)
- Innocence, regia di Lucile Hadžihalilović (2004)
- Una lunga domenica di passioni (Un long dimanche de fiançailles), regia di Jean-Pierre Jeunet (2004)
- Cavalcade, regia di Steve Suissa (2005)
- Ma vie en l'air, regia di Rémi Bezançon (2005)
- Mary, regia di Abel Ferrara (2005)
- Sauf le respect que je vous dois, regia di Fabienne Godet (2005)
- La boîte noire, regia di Richard Berry (2005)
- Edy, regia di Stéphan Guérin-Tillié (2005)
- Toi et Moi, regia di Julie Lopes-Curval (2006)
- Dikkenek, regia di Olivier Van Hoofstadt (2006)
- Fair Play, regia di Lionel Bailliu (2006)
- Un'ottima annata - A Good Year (A Good Year), regia di Ridley Scott (2006)
- La Vie en rose (La Môme), regia di Olivier Dahan (2007)
- Nemico pubblico - Public Enemies (Public Enemies), regia di Michael Mann (2009)
- L'ultimo volo (Le dernier vol), regia di Karim Dridi (2009)
- Nine, regia di Rob Marshall (2009)
- Inception, regia di Christopher Nolan (2010)
- Piccole bugie tra amici (Les petits mouchoirs), regia di Guillaume Canet (2010)
- Midnight in Paris, regia di Woody Allen (2011)
- Contagion, regia di Steven Soderbergh (2011)
- Un sapore di ruggine e ossa (De rouille et d'os), regia di Jacques Audiard (2012)
- Il cavaliere oscuro - Il ritorno (The Dark Knight Rises), regia di Christopher Nolan (2012)
- C'era una volta a New York (The Immigrant), regia di James Gray (2013)
- Blood Ties - La legge del sangue (Blood Ties), regia di Guillaume Canet (2013)
- Anchorman 2 - Fotti la notizia (Anchorman 2: The Legend Continues), regia di Adam McKay (2013) - cameo
- Due giorni, una notte (Deux jours, une nuit), regia di Jean-Pierre e Luc Dardenne (2014)
- Macbeth, regia di Justin Kurzel (2015)
- È solo la fine del mondo (Juste la fin du monde), regia di Xavier Dolan (2016)
- Mal di pietre (Mal de pierres), regia di Nicole Garcia (2016)
- Assassin's Creed, regia di Justin Kurzel (2016)
- Allied - Un'ombra nascosta (Allied), regia di Robert Zemeckis (2016)
- Rock'n Roll, regia di Guillaume Canet (2017)
- I fantasmi d'Ismael (Les fantômes d'Ismaël), regia di Arnaud Desplechin (2017)
- Angel Face (Gueule d'ange), regia di Vanessa Filho (2018)
- Grandi bugie tra amici (Nous finirons ensemble), regia di Guillaume Canet (2019)
- Annette, regia di Leos Carax (2021)
- Fratello e sorella (Frère et Sœur), regia di Arnaud Desplechin (2022)
- Asterix & Obelix - Il regno di mezzo (Astérix et Obélix : L'Empire du Milieu), regia di Guillaume Canet (2023)
- Lee, regia di Ellen Kuras (2023)

#### Televisione
- Highlander - serie TV, episodio 1x21 (1993)
- Extrême limite - telenovela, 2 puntate (1994)
- Théo la tendresse - serie TV, 1 episodio (1996)
- Chloé - film TV (1996)
- L'@mour est à réinventer - miniserie TV, 1 episodio (1996)
- Interdit de vieillir - film TV (1998)
- Vertiges - serie TV, 1 episodio (2001)
- Les redoutables - serie TV, 1 episodio (2001)
- Extrapolations - Oltre il limite - Serie TV, 1 episodio (2023)

#### Cortometraggi
- Lucie, regia di Claude Cailloux (1983)
- Snuff Movie, regia di Olivier Van Hoofstadt (1995)
- Affaire classée, regia di Luc Gallissaires (1997)
- La sentence, regia di Mauro Losa (1997)
- La surface de réparation, regia di Valérie Müller (1998)
- Insalata mista, regia di Emmanuel Hamon (1998)
- L'appel de la cave, regia di Mathieu Mercier (1999)
- Le Marquis, regia di Gilles Paquet-Brenner (2000)
- Quelques jours de trop, regia di Franck Guérin (2000)
- Boomer, regia di Karim Adda (2001)
- Heureuse, regia di Céline Nieszawer (2001)
- Forehead Tittaes, regia di Jake Szymanski (2010)

#### Spot pubblicitari
- Per il Comitato francese dell'educazione per la sanità, Tu t'es vu quand t'as bu (1991)
- Per Dior
  - The Lady Noir Affair, regia di Olivier Dahan (2009)
  - Lady Rouge, regia di Jonas Åkerlund (2009)
  - Lady Blue Shanghai, regia di David Lynch (2010)
  - Lady Grey London, regia di John Cameron Mitchell (2010)
  - L.A.dy Dior, regia di John Cameron Mitchell (2011)
  - Lady Dior "Enter the Game", regia Marion Cotillard e Elliot Bliss (2015)
- Chanel Nº 5 (2020)[96]

#### Videoclip
- Petite fille dei Les Wampas (1989)
- No Reason to Cry Out Your Eyes (On the Highway Tonight) di Hawksley Workman (2004)
- Givin'Up - di Richard Archer e Tommy Hools (2004)
- Beds Are Burning di TckTckTck - Time for Climate Justice (2009)
- More Than Meets The Eyes di Yodelice (2010)
- Breathe In di Yodelice (2010)
- The Eyes of Mars di Franz Ferdinand (2010)
- The Next Day di David Bowie (2013)

### Doppiatrice
Ha doppiato i seguenti film per la loro versione in lingua inglese:
- Oceani 3D (OceanWorld 3D), regia di Jean-Jacques Mantello (2009) - documentario
- Il piccolo principe (The Little Prince), regia di Mark Osborne (2015)
- Dolittle, regia di Stephen Gaghan (2020)

Ha doppiato i seguenti film per la loro versione in lingua francese:
- Big Fish - Le storie di una vita incredibile, regia di Tim Burton (2003)
- Happy Feet, regia di George Miller (2006)
- Un'ottima annata - A Good Year (A Good Year), regia di Ridley Scott (2006)
- Oceani 3D (OceanWorld 3D), regia di Jean-Jacques Mantello (2009) - documentario
- Nemico pubblico - Public Enemies, regia di Michael Mann (2009)
- Nine, regia di Rob Marshall (2009)
- Inception, regia di Christopher Nolan (2010)
- Midnight in Paris, regia di Woody Allen (2011)
- Contagion, regia di Steven Soderbergh (2011)
- Il cavaliere oscuro - Il ritorno, regia di Christopher Nolan (2012)
- Il piccolo principe (The Little Prince), regia di Mark Osborne (2015)
- Avril et le Monde truqué, regia di Franck Ekinci e Christian Demares (2015)

## Teatro
- Y'a des Nounours Dans les Placards, regia di Laurent Cotillard, at Théâtre Contemporain de la Danse in Paris, Francia. (1997)
- Jeanne d'Arc au Bûcher, oratorio di Arthur Honegger, libretto di Paul Claudel, regia di Jean-Pierre Loisil, in Orléans, Francia. (2005)
- Jeanne d'Arc au Bûcher, oratorio di Arthur Honegger, libretto di Paul Claudel, regia di Marc Soustrot, in Barcellona, Spagna. (2012)
- Jeanne d'Arc au Bûcher, oratorio di Arthur Honegger, libretto di Paul Claudel, regia di Marc Soustrot, in Spoleto, Italia, Festival dei Due Mondi. (2018-2019)

## Riconoscimenti
Nel corso della sua carriera Marion Cotillard ha ricevuto numerosi riconoscimenti, tra cui un Premio Oscar (come attrice protagonista), un Golden Globe, un BAFTA, due Premi César, due al Satellite Award e quattro candidature ai Critics' Choice Awards.
- Premio Oscar
  - 2008 – Miglior attrice protagonista per La Vie en rose
  - 2015 – Candidatura alla miglior attrice protagonista per Due giorni, una notte[97]
- Golden Globe
  - 2008 – Migliore attrice in un film commedia o musicale per La Vie en rose
  - 2010 – Candidatura alla migliore attrice in un film commedia o musicale per Nine
  - 2013 – Candidatura alla migliore attrice in un film drammatico per Un sapore di ruggine e ossa[98]
  - 2022 – Candidatura alla migliore attrice in un film commedia o musicale per Annette[99]
- AACTA Award
  - 2013 – Candidatura alla miglior attrice per Un sapore di ruggine e ossa
- Boston Society of Film Critics
  - 2007 – Migliore attrice per La Vie en rose
  - 2014 – Migliore attrice per Due giorni, una notte e C'era una volta a New York
- Premio BAFTA
  - 2008 – Miglior attrice protagonista per La Vie en rose
  - 2013 – Candidatura alla miglior attrice protagonista per Un sapore di ruggine e ossa

## Doppiatrici italiane
Nelle versioni in italiano dei suoi film, Marion Cotillard è stata doppiata da:
- Stella Musy in Vertiges, Un sapore di ruggine e ossa, C'era una volta a New York, Due giorni, una notte, Macbeth, È solo la fine del mondo, Mal di pietre, Fratello e sorella, Asterix & Obelix - Il regno di mezzo, Lee Miller
- Claudia Catani ne La boîte noire, L'ultimo volo, Nine, Inception, Contagion, Il cavaliere oscuro - Il ritorno, Anchorman 2 - Fotti la notizia, Allied - Un'ombra nascosta, I fantasmi d'Ismael
- Rossella Acerbo in Taxxi, Taxxi 2, Taxxi 3, Piccole bugie tra amici
- Chiara Colizzi ne Il pianeta verde, Mary, Angel Face
- Daniela Calò in Nemico pubblico - Public Enemies, Blood Ties - La legge del sangue, Assassin's Creed
- Tiziana Avarista in Big Fish - Le storie di una vita incredibile, Una lunga domenica di passioni
- Paola Della Pasqua in Une affaire privée - Una questione privata
- Domitilla D'Amico in Amami se hai coraggio
- Anne Marie Sanchez in Un'ottima annata - A Good Year
- Roberta Greganti in La Vie en rose
- Elsa Mollien in Midnight in Paris
- Myriam Catania in Grandi bugie tra amici

Da doppiatrice è sostituita da:
- Aldo, Giovanni e Giacomo in Oceani 3D
- Micaela Ramazzotti ne Il piccolo principe
- Daniela Calò in Dolittle
- Claudia Catani in Oceani 3D (ridoppiaggio[100])